# Tamer Oyguç
Tamer Oyguç (1966.) je bivši turski košarkaš i državni reprezentativac. Igrao je na mjestu centra. Visine je 210 cm. Igrao je u Euroligi sezone 1998./99. za turski Fenerbahçe Ülker iz Istanbula.

## Vanjske poveznice
- Statistike TBL